# Columbia megye (Florida)
Columbia megye az Amerikai Egyesült Államokban, azon belül Florida államban található. Megyeszékhelye és legnagyobb városa Lake City. Lakosainak száma 69 698 fő (2020. április 1.). Columbia megye Echols, Clinch, Baker, Union, Alachua, Gilchrist, Suwannee és Hamilton megyékkel határos.

## Népesség
A megye népességének változása:
| Lakosok száma | 67 606 | 67 357 | 67 923 | 67 543 | 68 348 | 69 698 |
|               | 2010   | 2011   | 2012   | 2013   | 2015   | 2020   |